# Reforma energética de 2013 no México
A reforma energética de 2013 no México é uma reforma constitucional cuja iniciativa foi apresentada pelo Presidente da República, Enrique Peña Nieto a 12 de agosto de 2013. Foi aprovada pelo Senado da República a 11 de dezembro de 2013 e pela Câmara de Deputados um dia depois. A 18 de dezembro de 2013, a reforma foi declarada constitucional pelo Poder Legislativo Federal; foi promulgada pelo Executivo o 20 de dezembro de 2013 e publicada ao dia seguinte no Diário Oficial da Federação.
A iniciativa que o Executivo Federal submete à consideração do Congresso da União propõe que o Artigo 27 da Constituição volte a dizer o que o Presidente Lázaro Cárdenas deixou escrito, palavra por palavra, para desenvolver a indústria petrolífera baixo a reitoria do Estado. Assim mesmo, promove-se o desenvolvimento de um sistema eléctrico nacional baseado em princípios técnicos e económicos, baixo a condução e regulação do Estado.
Os objectivos desta Reforma Energética são os seguintes:
(1) Melhorar a economia das famílias: Baixarão os custos dos recibos da luz e o gás. Ao ter gás mais barato poder-se-ão produzir fertilizantes de melhor preço, o que resultará em alimentos mais baratos.
(2) Aumentar o investimento e os empregos: Criar-se-ão novos trabalhos nos próximos anos. Com as novas empresas e menores tarifas terá para perto de meio milhão de empregos mais neste sexenio e 2 e médio milhões mais para 2025, em todo o país.
(3) Reforçar a Pemex e a CFE: Dar-se-lhe-á maior liberdade à cada empresa em suas decisões para que se modernizem e dêem melhores resultados. Pemex e CFE seguirão sendo empresas 100% dos mexicanos e 100% públicas.  Reforçar a reitoria do Estado como proprietário do petróleo e gás, e como regulador da indústria petrolífera.

## Marco histórico
Com a promulgação da Constituição de 1917, estabeleceu-se em seu artigo 27 o domínio da Nação sobre todos os minerais, entre eles, o petróleo e todos os hidrocarbonetos sólidos, líquidos ou gasosos, também dava ao Executivo Federal a possibilidade de que os particulares extraíssem para seu aproveitamento o petróleo e demais hidrocarbonetos, baixo a figura da concessão.
Em dezembro de 1938, o Presidente Lázaro Cárdenas do Rio impulsionou a primeira reforma energética, a qual mantinha a propriedade exclusiva do Estado sobre os recursos no subsolo, suprimia as concessões sobre o petróleo e os hidrocarbonetos já que a concessão conferia a particulares os direitos para explodir e aproveitar bens do domínio nacional e considerava como direito exclusivo do Estado o explodir os hidrocarburantes mediante as formas estipuladas numa lei secundária. A iniciativa foi aprovada e publicada no Diário Oficial da Federação em novembro de 1940.
No mesmo período, também foi publicada a lei regulamentar do artigo 27 constitucional que criou instrumentos para celebrar contratos com os particulares a fim de que estes levem a cabo por conta do Governo Federal, os trabalhos de exploração e exploração de hidrocarburos sem pôr o risco os direitos do Estados sobre estes; também estabeleceu o regime de concessões para a construção de refinarias e oleodutos e para a distribuição de gás.
Em 1958 se expediu uma nova Lei Regulamentar do artigo 27 Constitucional que eliminou a possibilidade de celebrar contratos com particulares na exploração e reservou todas as actividades da indústria petrolífera a Petróleos Mexicanos. Dois anos mais tarde, em janeiro de 1960, uma reforma constitucional incorpora dita proibição de contratos ao artigo 27 da Carta Magna.
Em fevereiro de 1983 reformaram-se os artigos 26, 27 e 28 da Constituição para estabelecer que não constituem monopólios as funções exclusivas que o Estado exerça em áreas estratégicas de petróleo e demais hidrocarburantes, bem como petroquímica básica.

## Antecedentes
A 25 de abril de 2012, o então candidato a Presidente do México da coalizão Compromisso por México, Enrique Peña Nieto, fez o compromisso de especificar uma reforma energética para diminuir as tarifas elétricas em benefício da população e a indústria, reafirmado em sua primeira mensagem à nação a 1 de dezembro de 2012.ref>«Peña Nieto promete reforma energética». El Economista. 25 de abril de 2012. Consultado em 12 de agosto de 2013</ref>

### Pacto por México
Dentro do marco dos acordos e compromissos estabelecidos no Pacto por México encontra-se a realização de uma reforma energética que promova ao sector como motor de investimento e desenvolvimento. Dentro desta reforma considerar-se-iam os seguintes pontos:
- Os hidrocarburantes seguiriam sendo propriedade da Nação
- Transformar a Pemex numa empresa pública de carácter produtivo, propriedade do Estado com a capacidade de competir na indústria para converter numa empresa de classe mundial, ademais dotar-se-lhe-ia de regras de governo corporativo e de transparência.
- Multiplicar a exploração e produção de hidrocarburantes
- Concorrência nos processos de refinação, petroquímica e transporte de hidrocarburantes
- Fortalecer à Comissão Nacional de Hidrocarburantes
- Converter a Pemex no motor de uma corrente de provedores nacionais e na produção nacional de fertilizantes
- Estabelecimento de uma estratégia que desenvolva energias renováveis e poupança de energia

### Iniciativas de partidos políticos
Dentro das mesas de diálogo do Pacto por México, tomou-se a decisão de que não teria uma única proposta do Pacto, se não que a cada partido político apresentaria uma própria e sobre isso procurariam os acordos, em onde o Partido Revolucionário Institucional acompanharia a iniciativa presidencial.
A proposta de reforma constitucional da Partido Acção Nacional apresentada a 31 de julho de 2013 permitiria que existissem contratos e concessões para a exploração do petróleo e os carburantes de hidrogênios sólidos, líquidos ou gasosos; de igual modo propõe que a CFE e Pemex deixem de ser monopólios e sejam empresas dominantes dentro de um mercado com mais competidores, propõe a criação de um Fundo Mexicano do Petróleo que administraria a renda petrolífera e procuraria o seu máximo benefício e que a Comissão Nacional de Hidrocarburantes e a Comissão Nacional de Energia sejam organismos autónomos.
A proposta de reforma do Partido da Revolução Democrática apresentada a 19 de agosto de 2013, não representa uma reforma constitucional, se não só de leis secundária e promove a mudança de regime fiscal de PEMEX; a autonomia presupuestal e de gestão de CFE e PEMEX; o fortalecimento da Secretaria de Energia e da Comissão Nacional de Hidrocarburantes; o ordenamento de tarifas, preços e subsídios dos combustíveis e a eletricidade; converter ao Fundo de Estabilização de Rendimentos Petroleiros num organismo financeiro; estabelecer uma visão tecnológica para o Instituto Mexicano do Petróleo; e a implementação de uma transição energética que substitua energias fósseis por energias limpas.

## Conteúdo[8]

### Petróleo e demais hidrocarburantes
Elimina-se do artigo 27 constitucional a restrição incorporada em 1960, que impede a utilização de contratos para a extracção de hidrocarbonetos do Subsolo. A modificação não altera a propriedade da Nação sobre os hidrocarbonetos e mantém a proibição de outorgar concessões que confiram direitos sobre recursos naturais a particulares. Estes contratos, determinados em sua forma pela lei regulamentar correspondente permitem a participação dos sectores social e privado na exploração e extracção de hidrocarbonetos a mudança de pagamentos em função dos recursos obtidos.
De igual forma, suprime-se do artigo 28 da Constituição à petroquímica básica como área estratégica que não constitui monopólio, com isto se permite que os particulares participem directamente baixo esquemas regulados na corrente de valor após a extracção, incluindo o transporte, tanto de petróleo cru, gás natural e seus líquidos, como de petroquímicas e refinados, através de permissões que se outorguem nos termos que estabeleça a legislação secundária.
Adicionalmente, reestrutura-se Pemex e seus subsidiarias em duas divisões: Exploração e Produção, e Transformação Industrial; mudam-se as condições de transparência e rendição de contas em Pemex e estabelece-se uma política nacional de alavancagem a compra-las de provedores nacionais do sector hidrocarburantes.

### Energia eléctrica
Abre-se um mercado de geração de energia elétrica sem que o Estado perca a reitoria no controle do sistema elétrico nacional e a exclusividade de transmitir e distribuir a energia como um serviço público indispensável. O que se procura é que o sistema elétrico nacional esteja impulsionado conjuntamente pela CFE e particulares baixo a condução do Estado, com o objectivo de reduzir custos e elevar a produtividade e eficiência do sistema elétrico, diminuindo assim as tarifas eléctricas. A propriedade das centrais e as redes de transmissão e distribuição da Comissão Federal de Eletricidade que são públicas se mantêm em mãos da Nação.
Corrigem-se as limitações do modelo energético para agregar energias renováveis a grande escala mediante um mercado administrado pelo Estado através de um operador independente, e o estabelecimento de certificados de energias limpas. Com isto, se promove a diversificação na produção da energia com o uso de energia eólica, geotérmica, hidráulica e mini hidráulica, biomasa e solar.
Adicionalmente, fortalece-se a CFE dotando-lhe de maior liberdade em aspectos operativos e de organização, e reforçam-se as faculdades da Secretaria de Energia e da Comissão Reguladora de Energia.

### Empresas produtivas
No artigo 25 constitucional agrega-se o conceito empresas produtivas do Estado, as quais serão um médio para que Governo Federal tenha a seu cargo de forma exclusiva as áreas estratégicas. Enquanto no artigo terceiro transitório estabelece-se que os organismos descentralizados Petróleos Mexicanos e Comissão Federal de Eletricidade passarão a ser empresas produtivas do Estado. As leis secundárias que emanem desta reforma deverão estabelecer que as empresas produtivas do Estado terão as seguintes características:
- Seu objeto deve ser a criação de valor económico e incrementar os rendimentos da Nação, com sentido de equidade e responsabilidade social e ambiental
- Contar com um regime orçamental especial e estar sujeitas ao balanço financeiro e ao teto de serviços pessoais que o Congresso da União aprove. Seu regime de remunerações será diferente do previsto no artigo 127 da Constituição
- Sua organização, administração e estrutura corporativa devem ser conformes com as melhores práticas a nível internacional, assegurando sua autonomia técnica e de gestão, bem como um regime especial de contratação para a obtenção dos melhores resultados de suas actividades
- Seus órgãos de governo deverão ajustar-se ao que disponha a lei.
- Deverão coordenar-se com o Executivo Federal para que suas operações de financiamento não conduzam a um incremento no custo de financiamento do resto do sector público ou bem, contribuam a reduzir as fontes de financiamento do mesmo
- Contar com um regime especial em matéria de aquisições, arrendamentos, serviços e obras públicas, dívida pública, responsabilidades administrativas e demais que se requeiram para a eficaz realização de seu objeto, de forma que lhes permita competir com eficácia em sua indústria ou actividade

No artigo 20 transitório estabelece-se que os conselheiros profissionais de Petróleos Mexicanos em funções à entrada em vigor da reforma permanecerão em seus cargos até a conclusão dos períodos pelos quais foram nomeados, ou bem, até que dito organismo se converta em empresa pública produtiva e seja nomeado um novo Conselho de Administração. Ditos conselheiros poderão ser considerados para fazer parte do novo Conselho de Administração da empresa pública produtiva, conforme ao procedimento que estabeleça a lei. Neste sentido, se remarca a saída do Sindicato de Trabalhadores Petroleiros da República Mexicana do Conselho de Administração de Petróleos Mexicanos.

### Comissões nacionais
A Comissão Nacional de Hidrocarburantes e a Comissão Reguladora de Energia dever-se-ão converter em órgãos administrativos desconcentrados da Secretaria de Economia com personalidade jurídica própria e autonomia técnica e de gestão.
Na legislação secundária deverá estabelecer-se que os comissionados de ambas comissões só poderão ser removidos por causas graves estabelecidas na lei, terão a possibilidade de reeleição para um segundo período e sua renovação deve ser escalonada. Os actuais comissionados concluirão os períodos aos que foram nomeados. Os Presidentes das Comissões serão propostas pelo Presidente mediante uma terna e o Senado designá-lo-á por voto das duas terceiras partes dos presentes; se o Senado não resolve, o Executivo designará um da terna. Se recusa-se toda a terna, o Presidente deve enviar uma nova, se esta se recusa, o Presidente da República designá-lo-á. Nomear-se-ão dois novos comissionados de maneira escalonada.

### Centros nacionais
O artigo 16 transitório obriga ao Presidente a criar, mediante decreto, um organismo público descentralizado denominado Centro Nacional de Controle do Gás Natural, encarregado da operação do sistema nacional de ductos de transporte e armazenamento. Dito centro Nacional adquirirá e administrará a infra-estrutura para o transporte por ducto e armazenamento de gás natural que tenham em propriedade para dar o serviço aos utentes correspondentes.
Adicionalmente, deverá decretar a criação de outro organismo público descentralizado chamado Centro Nacional de Controle de Energia, responsável pelo controle operativo do sistema elétrico nacional, de operar o mercado elétrico maioria, do acesso aberto e não indevidamente discriminatório à rede nacional de transmissão e as redes gerais de distribuição.

### Fundo Mexicano do Petróleo
O Fundo Mexicano do Petróleo será o encarregado de receber todos os rendimentos, com excepção das contribuições, que correspondam ao Estado derivados das atribuições e os contratos a que se refere o parágrafo sétimo do artigo 27 da Constituição. Também será o responsável por administrar e realizar os pagamentos estabelecidos em ditas atribuições e contratos, e as transferências que se especifiquem na lei.
Os rendimentos do Estado que sejam recebidos como proporção do valor bruto dos hidrocarburos extraídos serão destinados pelo Fundo Mexicano do Petróleo aos Fundos de Estabilização dos Rendimentos Petroleiros e de Estabilização dos Rendimentos das Entidades Federativas, de acordo ao que se estabeleça na legislação secundária. De igual modo, o Fundo deverá realizar as transferências ao Fundo de Extracção de Hidrocarburantes, aos fundos de investigação em matéria de hidrocarburos e sustentabilidade energética, e em matéria de fiscalização petrolífera, e a onde assim o determine a lei.
O Fundo contará com um Comité Técnico integrado por três membros representantes do Estado e dois membros independentes. Os membros representantes do Estado serão os titulares da Secretaria de Fazenda e Crédito Público, da Secretaria de Energia e do Banco de México. Os membros independentes serão nomeados pelo Presidente da República com aprovação do Senado. O Presidente do Comité será o Secretário de Fazenda e Crédito Público.
Este fundo deve constituir-se durante 2014 e iniciar operações no 2015.

### Agência nacional
Cria-se a Agência Nacional de Segurança Industrial e de Protecção ao Meio ambiente do Sector Hidrocarburantes como órgão administrativo desconcentrado da Secretaria de Meio ambiente e Recursos Naturais, com autonomia técnica e de gestão.
A Agência terá dentro de suas atribuições regular e supervisionar, em matéria de segurança operativa e protecção ao meio ambiente, as instalações e actividades do sector hidrocarburos, incluindo as actividades de desmantelamento e abandono de instalações, bem como o controle integral de resíduos. A legislação secundária deverá estabelecer medidas nas que tentar-se-á a protecção e cuidado do meio ambiente das empresas produtivas do Estado e os particulares do sector energético, e incluirá conceitos de eficiência no uso de energia, diminuição de geração de gases e compostos de efeito invernadouro, eficiência no uso de recursos naturais, baixa geração de resíduos e emissões, bem como a menor impressão de carbono em todos seus processos.

### Legislação secundária
Adicional ao que se mencionou anteriormente, a legislação secundária da reforma deverá abordar:
- Adequação das atribuições da Secretaria de Energia para adjudicar atribuições e áreas com a assistência da Comissão Nacional de Hidrocarburantes para a autorização de serviços de reconhecimento e exploração superficial, a supervisão de planos de extracção e a administração técnica das atribuições e contratos; da Comissão Reguladora de Energia para regular e outorgar permissões de armazenamento, transporte e distribuição por ducto de petróleo, gás natural, gás natural comercial e produtos petrolíferos, a regulação de acesso de terceiros a ditos ductos; e da Secretaria de Fazenda e Crédito Público para que estabeleça as condições económicas das licitações e dos contratos
- Em matéria de eletricidade, estabelecer aos participantes da indústria eléctrica obrigações de energias limpas e redução de emissões contaminantes
- Estabelecer os mecanismos legais suficientes para prevenir, identificar e sancionar severamente aos signatários, contratadores, permisionarios, servidores públicos, pessoa física ou moral, pública ou privada, nacional ou extraísse, que participem no sector energético, quando realizem actos ou omissões que influam na tomada de decisões para obter um benefício económico pessoal directo ou indirecto.

A Legislação Secundária foi publicada no Diário Oficial da Federação (DOF) o 11 de agosto de 2014, na qual se expidieron 9 leis novas e se modificaram 12 leis existentes.
Novas:
- Lei de Hidrocarburantes
- Lei da Indústria Eléctrica
- Lei de Órgãos Reguladores Coordenados em matéria energética
- Lei de Petróleos Mexicanos
- Lei da Comissão Federal de Eletricidade
- Lei da Agência Nacional de Segurança Industrial e de Protecção ao Meio ambiente do Sector Hidrocarburantes
- Lei de Energia Geotérmica
- Lei de Rendimentos sobre Hidrocarburantes
- Lei do Fundo Mexicano do Petróleo para a Estabilização e o Desenvolvimento

Reformadas:
- Lei de Investimento Estrangeiro
- Lei Mineira
- Lei de Associações Público Privadas
- Lei Orgânica da Administração Pública Federal
- Lei Federal das Entidades Paraestatales
- Lei de Aquisições, Arrendamentos e Serviços do Sector Público
- Lei de Obras Públicas e Serviços relacionados com as Mesmas
- Lei de Águas Nacionais
- Lei Federal de Orçamento e Responsabilidade Hacendaria
- Lei Geral de Dívida Pública
- Lei Federal de Direitos
- Lei de Coordenação Fiscal

Assim mesmo, se expediram 25 Regulamentos que regulam as actividades do sector energético, os quais foram publicados no Diário Oficial da Federação (DOF) a 31 de agosto de 2014.
- Regulamento da Lei da Indústria Eléctrica.
- Regulamento da Lei da Comissão Federal de Electricidade.
- Regulamento da Lei de Hidrocarburantes.
- Regulamento da Lei de Rendimentos sobre Hidrocarburantes.
- Regulamento da Lei de Petróleos Mexicanos.
- Regulamento da Lei de Energia Geotérmica.
- Regulamento da Lei de Petróleos Mexicanos.
- Regulamento das actividades a que se refere o Título Terceiro da Lei de Hidrocarburantes.
- Regulamento Interior da Secretaria de Energia.
- Regulamento Interior da Agência Nacional de Segurança Industrial e de Protecção ao Meio ambiente do Sector Hidrocarburantes.

- Decreto pelo que se reformam, adicionam e derrogam diversas disposições do Regulamento da Lei de Associações Público Privadas.
- Decreto pelo que se reformam e adicionam diversas disposições do Regulamento da Lei Mineira.
- Decreto pelo que se reformam, adicionam e derrogam diversas disposições do Regulamento da Lei Federal de Orçamento e Responsabilidade Hacendaria.
- Decreto pelo que se reformam e adicionam diversas disposições do Regulamento Interior da Secretaria de Fazenda e Crédito Público.
- Decreto pelo que se reformam, adicionam e derrogam diversas disposições do Regulamento da Lei de Investimento Estrangeiro e do Registo Nacional de Investimentos Estrangeiros.
- Decreto pelo que se reforma o diverso pelo que se cria o Instituto Mexicano do Petróleo como Organismo Descentralizado, publicado o 26 de agosto de 1965.
- Decreto pelo que se reformam, adicionam e derrogam diversas disposições do Regulamento Interior da Secretaria de Meio ambiente e Recursos Naturais.
- Decreto pelo que se reformam e adicionam diversas disposições do Regulamento da Lei Geral de Desenvolvimento Florestal Sustentável.
- Decreto pelo que se reformam e adicionam diversas disposições do Regulamento da Lei Geral do Equilíbrio Ecológico e a Protecção ao Ambiente em Matéria de Avaliação do Impacto Ambiental.
- Decreto pelo que se reformam, adicionam e derrogam diversas disposições do Regulamento da Lei Geral do Equilíbrio Ecológico e a Protecção ao Ambiente em Matéria de Prevenção e Controle da Contaminação da Atmosfera.
- Decreto pelo que se reformam e adicionam diversas disposições do Regulamento da Lei Geral do Equilíbrio Ecológico e a Protecção ao Ambiente em Matéria de Ordenamento Ecológico.
- Decreto pelo que se reformam, adicionam e derrogam diversas disposições do Regulamento da Lei Geral do Equilíbrio Ecológico e a Protecção ao Ambiente em Matéria de Registo de Emissões e Transferência de Contaminantes.
- Decreto pelo que se reformam e adicionam diversas disposições do Regulamento da Lei Geral do Equilíbrio Ecológico e a Protecção ao Ambiente em Matéria de Autorregulação e Auditorias Ambientais.
- Decreto pelo que se reformam e adicionam diversas disposições do Regulamento da Lei Geral para a Prevenção e Gestão Integral dos Resíduos.
- Alienamentos que estabelecem os critérios para o otorgamiento de Certificados de Energias Limpas e os requisitos para sua aquisição.

O anterior, constitui o arcabouço legal da reforma energética em México.

## Processo legislativo

### Reforma constitucional

#### Iniciativa presidencial
A 12 de agosto de 2013, o Presidente Enrique Peña Nieto enviou ao Congresso da União a iniciativa em matéria energética, fazendo uso das faculdades que lhe confere o artigo 71 constitucional e com fundamento no artigo 27 da Lei Orgânica da Administração Pública Federal. No evento de apresentação participaram acompanhando ao Presidente, os secretários de Energia, Pedro Joaquín Coldwell; de Gobernación, Miguel Ángel Osorio; de Fazenda e Crédito Público, Luis Videgaray; e de Meio ambiente e Recursos Naturais, Juan José Guerra Abud; bem como os directores de Pemex, Emilio Lozoya, e da Comissão Federal de Eletricidade, Francisco Vermelhas.
A iniciativa reformaria os artigos 27 e 28 da Constituição Política de México retomando a redacção estabelecida com a reforma cardenista.

#### Senado da República
A 19 de setembro, o pleno do Senado aprovou um acordo de sua Junta de Coordenação Política pelo qual se aprovou a realização de foros de debate sobre as propostas de reforma energética, bem como a posterior comparecência dos titulares de Secretaria de Energia, Petróleos Mexicanos, Comissão Federal de Eletricidade, Comissão Reguladora de Energia e Comissão Nacional de Hidrocarburantes. Dita comparecencia ante o pleno senatorial ocorreu o 23 de outubro e agregaram-se nesse mesmo dia as comparecencias em comissões de Francisco Xavier Salazar Díez de Sollano, Presidente da Comissão Reguladora de Energia, e de Carlos Zepeda Molina, Presidente da Comissão Nacional de Hidrocarburantes.
A 23 de setembro iniciaram os foros de debate organizados pela Comissão de Energia do Senado, presidida por David Penchyna Grub, os quais culminaram o 16 de outubro. Em ditos foros participaram:
- Cuauhtémoc Cárdenas Solórzano
- Federico Reis Heroles
- Juan Pardinas, Director Geral do Instituto Mexicano para a Competitividade
- Luis da Rua Pardo, Vice-presidente do Conselho Mexicano de Assuntos Internacionais
- Miguel Benedetto, Director Geral da Associação Nacional da Indústria Química
- Juan Acra, Presidente da Comissão de Energia da Confederação Patronal da República Mexicana
- Juan Carlos Solís Mendoza da Barra de Advogados
- Miriam Grunstein Dickter, pesquisadora do Centro de Investigação e Docencia Económicas
- Javier Zenteno Bairros,  ex advogado geral de Petróleos Mexicanos
- Mario Alberto Becerra Pocoroba, ex presidente da Comissão de Fazenda da Câmara de Deputados
- Fauzi Hamdan Amem, reitor da Escola Livre de Direito
- Dante Sanpedro Jacobo, quem fez parte do grupo que elaborou a proposta de reforma energética de 2008
- Gabriel Quadri, ecologista, pesquisador e ex candidato presidencial
- Daniel Chacón Anaya, especialista em energias renováveis
- Juan José Rodríguez Pratts, ex Senador
- Héctor Moreira do Instituto Mexicano do Petróleo
- César Corrente, Director Geral de Grupo Energéticos
- Cirilo Tapia, Presidente da Organização Nacional de Expendedores de Petróleo
- Gerardo Gutiérrez Candiani, Presidente do Conselho Coordenador Empresarial
- Álvaro Fernández Garza, Presidente da Câmara da Indústria da Transformação de Novo León
- Francisco Funtanet Mange, Presidente da Confederação de Câmaras Industriais
- Javier Arrigunaga Gómez do Campo, Presidente da Associação de Bancos de México
- Rodrigo Alpizar Vallejo, Presidente da Câmara Nacional da Indústria da Transformação
- Luis Pazos
- Fernando Ortega Bernés, Governador de Campeche
- Graco Ramírez, Governador de Morelos
- Egidio Torre Cantú, Governador de Tamaulipas
- Juan Pablo Vega Arriaga, Presidente da Câmara da Indústria do Transporte Marítimo
- Luis Téllez Kuenzler, Presidente da Carteira Mexicana de Valores
- Alonso Ancira Elizondo, Presidente da Câmara Nacional do Ferro e o Aço
- Jorge Ezequiel Ordóñez da Câmara Nacional do Ferro e o Aço
- Adrián Lajous Vargas, ex Director de Petróleos Mexicanos
- Pablo González Córdova, Presidente da Associação Mexicana de Empresários Gasolineros
- Luis Zárate Rocha, Presidente da Câmara Mexicana da Indústria da Construção
- Gabriel Cerdio, Director Corporativo e de Desenvolvimento de Negócios de General Electric México
- Ramón Barrientos Valadez, Director Executivo de General Electric Power&Water México
- Francisco Barnés de Castro, ex Reitor da UNAM
- Ernesto Marcos Giacoman, Presidente da Associação Mexicana de Empresas de Serviços Petroleiros
- David Shields, especialista no sector energético
- Maurizio Covarrubias Piffer, Presidente da Associação Nacional de Comercializadores de Fertilizantes
- Manuel Barquín Álvarez, pesquisador do Instituto de Investigações Jurídicas da UNAM
- Alfredo Elías Ayub, ex Director da Comissão Federal de Eletricidade
- Víctor Figueroa Aeyon, Presidente do Comité Executivo da Associação de Revendedores de Gás do Interior
- Francisco Labastida, ex Secretário de Energia, Minas e Indústria Paraestatal
- Jordy Herrera Flores, ex Secretário de Energia
- Carlos Elizondo Mayer-Serra, pesquisador do Centro de Investigação e Docencia Económicas
- José Narro Robles, reitor da UNAM
- José Antonio Ruz Hernández, reitor da Universidade Autónoma do Carmen
- Arturo Molina Gutiérrez do Tecnológico de Monterrey
- Felipe Ocampo Torrea, engenheiro químico
- Rocío Nahle García, engenheira química
- Marcos Valdez González, engenheiro mecânico eletricista
- Dores Padierna, Senadora

No primeiro dia dos foros organizados pela Comissão de Energia do Senado, os legisladores do Partido da Revolução Democrática anunciaram sua saída de ditos encontros para anunciar dias depois que organizariam seus próprios foros paralelos.
A 7 de outubro de 2013, iniciaram estes encontros, os quais culminaram o 11 de novembro. Neles participaram:
- Marcelo Ebrard
- Alejandro Encinas Rodríguez
- Ifigenia Martínez
- Porfirio Muñoz Ledo
- Lorenzo Meyer
- Ignacio Marván Laborde, pesquisador do Centro de Investigação e Docencia Económicas
- Alejandro Morais, especialista em matéria energética
- Adrián Lajous Vargas, ex Director de Petróleos Mexicanos
- Diego Valadés Rios, pesquisador da UNAM
- John Saxe Fernández, doutor em Estudos Latinoamericanos da Faculdade de Filosofia e Letras da UNAM
- Carlos Morais Gil, membro activo da Society of Petroleum Engineers
- Miguel García Reis, pesquisador do Instituto de Estudos Estratégicos e Políticas Públicas
- Loretta Ortiz Ahlf, Deputada Federal
- Jorge Calderón Salazar, catedrático da UNAM
- Jorge Eduardo Navarrete, diplomata mexicano
- Pablo Gómez Álvarez, ex Senador
- Víctor Rodríguez Padilla do Observatório Cidadão da Energia
- Javier Jiménez Gutiérrez, catedrático da UNAM
- Luis Sánchez Jiménez, Senador
- Francisco Garaicochea Petrirena, engenheiro petroleiro
- Fabio Barbosa Cano, catedrático da UNAM
- Abelardo Cantú Chapa, pesquisador do sector petroleiro
- Daniel Chacón Anaya, especialista em energias renováveis
- Octavio Klimek Alcaraz, pesquisador
- Beatriz Olivera, de Greenpeace México
- Raúl Morón Orozco, Senador
- Isidro Pedraza Chávez, Senador
- Luis Vermelhas Chávez, especialista do Instituto de Estudos Estratégicos e Políticas Públicas
- Carlos Huerta Durán, assessor no Conselho de Administração de Pemex
- Gerardo Bazán Navarrete, Coordenador do Centro de Planejamento e Informação do Programa Universitário de Energia da UNAM
- Ángel da Vega Navarro, pesquisador da UNAM
- Jorge Bazua Roda
- Antonio Gersheson Tafelov, articulista e experiente no tema energético
- José Manuel Muñoz do Observatório Cidadão da Energia
- Mario Delgado Carrillo, Senador
- Fluvio Ruiz Alarcón, conselheiro profissional do Conselho de Administração de Pemex
- Arturo Huerta González
- Sergio Benito Osorio, pesquisador do Centro de Investigação e Docencia Económicas
- Irma Eréndira Sandoval Ballesteros, Coordenadora do Laboratório de Documentação e Análise da Corrupção e Transparência da UNAM
- Ángel Trinidad Zaldívar, Comisionado do Instituto Federal de Acesso à Informação e Protecção de Dados
- Zoé Robledo, Senador
- Paulo Cessar Smith Metri, engenheiro brasileiro
- Miguel Barbosa Huerta, Coordenador do Grupo Parlamentar do PRD
- Jesús Zambrano Grijalva, Presidente Nacional do PRD
- Miguel Concha Mau, professor da UNAM
- Pablo González Córdova da Associação Mexicana de Empresários Gasolineros
- Mario José Galiza Yépez, Presidente do Comité Nacional de Estudos da Energia
- Silvia Ramos Lua da União Nacional de Técnicos e Profesionistas Petroleiros

A 7 de dezembro, a Junta de Coordenação Política do Senado da República lembrou dar-lhe máxima publicidade ao anteprojecto de decreto publicando no lugar site do Senado, que a discussão de dito anteprojecto fá-se-ia no Salão de Plenos da Comissão Permanente para dar suficiente espaço aos senadores que integram as comissões unidas correspondentes e aos senadores que não pertençam a estas comissões mas que desejem participar no debate com voz mas sem voto, e que a discussão ter-se-ia de realizar durante o dia e não durante a noite.
Ao dia seguinte, as Comissões Unidas de Pontos Constitucionais, Energia e de Estudos Legislativos Primeira iniciaram pela manhã a análise e debate no geral do pré-ditame, o qual incluía elementos das iniciativas apresentadas pelo Executivo Federal, o PÃO e o PRD como o Fundo Mexicano do Petróleo e o Centro Nacional de Controle de Energia, propondo reformar os artigos constitucionais 25, 27 e 28. Depois de decretar um receso e reiniciar actividades o 9 de dezembro, as comissões unidas aprovaram no geral com 24 votos a favor e 9 na contramão o projecto de ditame da reforma energética e apresentaram-se 205 reservas no particular pelos senadores do PRD e do PT. Durante o debate no particular, realizado o 9 e 10 de dezembro, desafogaram-se as reservas feitas aos artigos 25 e 27 constitucionais e lembrou-se que as 15 reservas ao artigo 28 constitucional e as 165 aos artigos transitórios se transladem ao pleno senatorial para sua discussão. O debate em comissões somou 23 horas com 20 minutos e participaram 104 oradores.
O mesmo 10 de dezembro deu-se primeira e segunda leitura ao ditame das comissões unidas, com o que iniciou formalmente a discussão da reforma energética no pleno da Câmara de Senadores. Após a discussão, procedeu-se à votação sendo aprovado o ditame no geral com 95 votos a favor e 28 contra. Depois de 20 horas com 30 minutos de debate e 209 oradores que apresentaram 313 proposições, o 11 de dezembro se aprovou no particular o artigo 25 constitucional com 93 votos a favor e 25 na contramão, o artigo 28 constitucional com 92 votos a favor e 23 na contramão, e o regime transitório; por último enviou-se a conta à Câmara de Deputados.

#### Câmara de Deputados
A 20 de setembro de 2013, a Comissão de Energia da Câmara de Deputados, presidida por Marco Antonio Bernal, iniciou uma série de encontros e audiências públicas com especialistas e actores do sector energético nacional, os quais culminaram o 20 de novembro do mesmo ano. A eles foram:
- Francisco Vermelhas Gutiérrez, Director Geral da Comissão Federal de Eletricidade
- Lourdes Melgar Palácios, Subsecretaria de Eletricidade da Secretaria de Energia
- Mario Alberto Beaudegard Álvarez, Director Corporativo de Finanças de Petróleos Mexicanos
- Enrique Ochoa Reza, Subsecretario de Hidrocarburantes da Secretaria de Energia
- Cuauhtémoc Cárdenas Solórzano, ex candidato presidencial
- Jordy Herrera Flores, ex Secretário de Energia
- Emilio Lozoya Austin, Director Geral de Pemex

A 11 de dezembro, a Câmara de Deputados recebeu, do Senado, a conta de reforma energética. Momentos dantes de iniciar a sessão na que discutir-se-ia e votaria dita reforma, deputados do PRD, PT e MC fecharam os acessos ao salão do pleno do Palácio Legislativo de San Lázaro. Ante isto, a Mesa Directiva da Câmara citou a sessão no auditório "Aurora Jiménez" do Palácio Legislativo,onde se dispensaram os trâmites à conta por urgente e óbvia resolução e a puseram a discussão de forma imediata no pleno camaral.
Em dita sessão aprovou-se a conta no geral com 354 votos a favor e 134 na contramão e apresentaram-se reservas de 102 legisladores. Após o debate das reservas, os deputados aprovaram no particular a conta do Senado nos termos recebidos. No acto ordenou-se o envio da proposta às legislaturas locais para sua análise e votação. A sessão teve uma duração total de 20 horas e 3 minutos.

#### Ratificação de Congressos Locais
Segundo o disposto no artigo 135 constitucional, ao ser a reforma energética uma reforma constitucional, para que seja válida após aprovada por duas terceiras partes das Câmaras de Congresso da União, a maioria das legislaturas dos estados devem aprovar as reformas e adições do projecto de decreto.
A primeiro estado em aprovar a reforma foi Chiapas. Somaram-se à aprovação do projecto de decreto os estados de Querétaro, Veracruz, Estado do México, Hidalgo, Durango, Baja California Sur, Quintana Roo, Campeche, Jalisco, Coahuila de Zaragoza, Nayarit, Sonora, Puebla, Tamaulipas, Iucatã, Aguascalientes, Nuevo León, Zacatecas, San Luis Potosí, Chihuahua, Guanajuato, Baixa Califórnia e Sinaloa.

#### Promulgação
Uma vez ratificada pela maioria dos congressos estatais, o 18 de dezembro de 2013, a Comissão Permanente do Congresso da União emitiu a declaratoria de constitucional da reforma,
Foi promulgada por Enrique Peña Nieto o 20 de dezembro em companhia de membros de seu gabinete e os governadores, e publicada no mesmo dia pela tarde no Diário Oficial da Federação.

### Leis Secundárias

#### Iniciativa do Poder Executivo
A 30 de abril de 2014, o Presidente Enrique Peña Nieto, enviou a iniciativa de leis secundárias à reforma constitucional aprovada em dezembro de 2013, a um bloco de quinze leis, divididas em 9 blocos
- Leis dos Hidrocarburantes

Nesta encontrava-se a iniciativa de uma Lei de Hidrocarburantes, que substituísse a Lei Regulamentar do Artigo 27 em Matéria do Petróleo, bem como reformas à Lei de Investimento Estrangeiro, Lei Mineira e Lei de Associações Público Privadas.
A lei proposta assinala duas modalidades na exploração e exploração do petróleo no subsuelo e águas profundas do território mexicano, as chamadas "atribuições" e os "contratos".
As "atribuições" denominadas também, "Ronda Zero", consiste na adjudicação directa que faz o Estado, por conduto da Secretaria de Energia com a opinião da Comissão Nacional de Hidrocarburantes, para atribuir a PEMEX ou às empresas produtivas do Estado, efectuar trabalhos de exploração e exploração.
Os "contratos", são aqueles que prévia licitação pública convocada pela Comissão Nacional de Hidrocarburantes, adjudica já seja a Petróleos Mexicanos ou a particulares, de forma individual ou em associação, determinadas áreas para a exploração e exploração do petróleo.
Os procedimentos de contratação serão públicas e transmitidas em tempo real, através de internet, a falha da licitação seria em sessão pública; os contratos seriam públicos, bem como deverão estes transparentar o custo da contribuições, contraprestaciones e pagamentos relacionados. Aunado a propor auditorias externas para supervisionar a recuperação dos custos a ditos contratos.

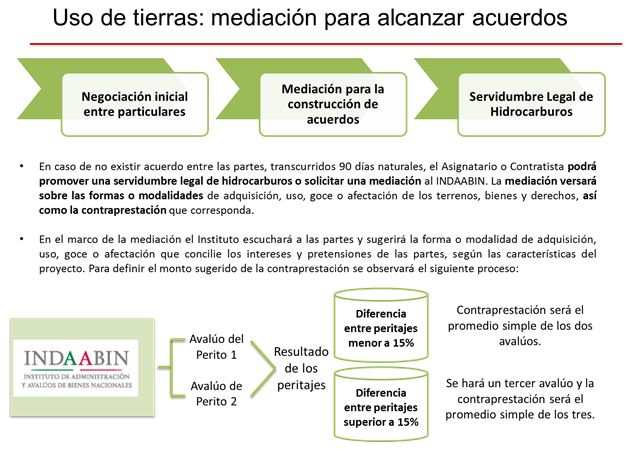
Procedimento de afetação de terras da reforma petrolera

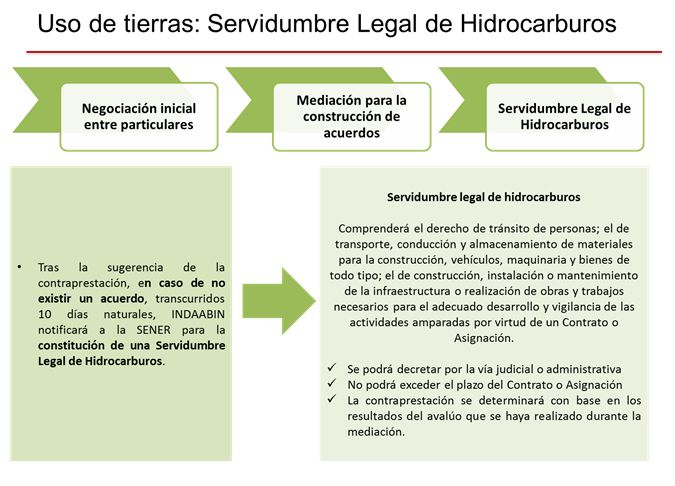
Procedimento de afetação de terras mediante a constituição de servidão, segundo a reforma petrolera.

A iniciativa declara de ordem pública e de interesse social, o aproveitamento da superfície e do subsuelo dos terrenos afectos, onde se realize actividades de exploração e extracção.  Dito procedimento de afetação, seria o da negociação entre privados, ou empregando os mecanismos alternativos como o da mediação e se for o caso, a constituição de servidões. Em dito processo participariam os asignatarios ou contratadores, com os proprietários, poseedores ou titulares dos terrenos, bens ou direitos, podendo estes últimos ser representados pela Procuradoria Agrária, a fim de negociar o monte da "contraprestación equitativa". Em nenhum caso, este custo estaria associada com a produção de hidrocarburos do projecto.
Os projectos de investimento de ocupação de terras para realizar actividades de exploração e extracção, deverão ser transparentes, valorizar o impacto social sobre a comunidade, garantir a viabilidade e a rentabilidade social dos projectos, bem como acções de mitigação com respeito aos possíveis danos causados.
Assim mesmo propôs um novo modelo de transformação, transporte, armazenamento e distribuição através de um regime de permissões, expedidos estes pela Comissão Reguladora de Energia, para o expendio ao público de gasolinas e diésel, bem como para o transporte, armazenamento e distribuição das vendas de primeira mão. Facultando à Secretaria de Energia fazer o mesmo, com a refinación do petróleo e o processamento do gás natural.

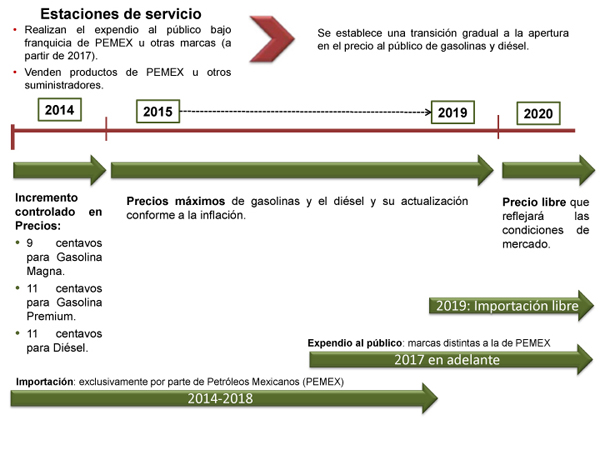
Quadro analítico de transição das vendas de gasolinas e diésel, conforma à reforma energética em México

Ordena-se criar o Centro Nacional de Controle de Gás Natural (Centro Nacional de Controle de Gás Natural), entidade encarregada de receber de PEMEX a infra-estrutura de transporte por ducto de gás natural que tem em propriedade, bem como os contratos de reserva de capacidade. Sua principal função seria operar o sistema nacional de ductos de transporte e armazenamento; bem como também das equipas de entendimento, licuefacción, descomprensión, regasificación e demais instalações vinculadas.
Por outra parte, promove-se o mercado de combustíveis, entre PEMEX e Privados, ao outorgar-se estes, o acesso aberto a poliductos e terminais de armazenamento. Dito processo entraria em vigor, a partir do ano 2019.
- Leis de Eletricidade

Propôs-se a iniciativa de uma Lei de Indústria Eléctrica que substituísse à anterior lei da matéria.
Prevê-se modificações nas actividades da indústria eléctrica, pois a geração e comercialização ficariam abertas, baixo condições de concorrência e livre participação para as empresas generadoras. Ditos participantes, faculta-se-lhes poder vender sua energia no mercado elétrico mayorista. Enquanto a Comissão Federal de Eletricidade Comissão Federal de Eletricidade, competiria com ditas empresas, em igualdade de circunstâncias.
Por outra parte, a transmissão e distribuição da energia eléctrica, seguiria a cargo da Comissão Federal de Eletricidade CFE, no entanto, as empresas participantes poderiam ter acesso a elas.
A entidade encarregada de regular a participação e concorrência de ditas empresas, seria o Centro Nacional de Controle e Energia, quem teria o encarrego, de controlar o Sistema Elétrico Nacional e o acesso aberto às redes eléctricas.

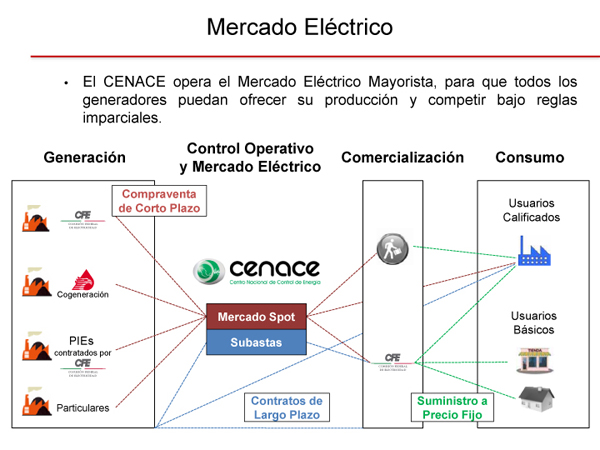
Quadro ilustrativo da reforma energética na indústria eléctrica de México.

No referente à comercialização de energia eléctrica, prevê-se que a Comissão Federal de Eletricidade promova o fornecimento básico, baixo tarifas reguladas; no entanto, os "grandes utentes" poderão comprar sua energia a "fornecedores de serviços qualificados" ou adquirí-los directamente, no Mercado Elétrico Mayorista, ou bem, de comercializadoras.
As tarifas seriam de dois tipos, as de "serviço básico", que seriam fixadas pela Secretária de Fazenda e Crédito Público e as que se negociem livremente, entre generadoras e comercializadoras
Os chamados "utentes qualificados" e as "empresas de fornecimento elétrico", deverão adquirir "Certificados de energias limpas".  Ditos certificados acreditassem, a implementação de melhoras tecnológicas das empresas participantes, o que facilitar-lhes-ia, interconectarse sem demoras às redes de transmissão.
Por outra parte, propõe-se a criação de um Fundo de Serviço Universal Elétrico, para financiar a eletrificação nas comunidades rurais e zonas urbanas marginadas.
- Leis Geotermia

Propôs-se uma nova lei, denominada de Energia Geotérmica, bem como reformas à Lei de Águas Nacionais.
Dita lei, teria como objeto regular o reconhecimento, a exploração e a exploração de recursos geotérmicos para o aproveitamento da energia do subsuelo dentro dos limites do território nacional, com o fim de gerar energia eléctrica ou a destinar usos diversos.
A Secretaria de Energia estabelecerá uma "Rodada Zero", a favor da Comissão Federal de Eletricidade, a qual deverá designar, as áreas de seu interesse, prévio ao otorgamiento de permissões ou concessões às outras empresas participantes.
Estabelecem-se termos e permissões às empresas eléctricas generadoras, 8 meses para actividades de reconhecimento, 3 anos (prorrogables) em exploração e 30 anos, para sua exploração, através da figura da concessão.
- Leis da Agência Nacional de Segurança Industrial e de Protecção ao Meio ambiente do Sector Hidrocarburantes

Nela se propôs uma nova lei, denominada da Agência Nacional de Segurança Industrial e de Protecção ao Meio ambiente do Sector Hidrocarburantes. Dita entidade seria um órgão desconcentrado da Secretaria de Meio ambiente e Recursos Naturais, sendo um ente especializado tecnicamente e com autonomia de gestão. Entre algumas de suas funções, encontrar-se-ia, a de prevenir e conter derrame-los e fugas de hidrocarburos, a integridade física e operativa das instalações (poços, plataformas e ductos), atender planos de emergências, investigação de incidentes e acidentes, bem como o controle das emissões contaminantes.
Impõe a obrigação às empresas dedicadas ao ramo dos hidrocarburos, estabelecer áreas de segurança industrial, operativa e de protecção ao meio ambiente. Bem como um área de controle interno e levar a cabo, supervisões de cumprimento de normatividad através de auditorias externas.
- Leis Empresas Produtivas do Estado

Neste rubro propôs-se duas novas leis, a de Petróleos Mexicanos e o da Comissão Federal de Eletricidade; propondo-se reformas à Lei Federal das Entidades Parestatales, Lei de Aquisições, Arrendamentos e Serviços do Sector Público, bem como Lei de Obras Públicas e Serviços Relacionados com as Mesmas.
As empresas produtivas do Estado, Petróleos Mexicanos e Comissão Federal de Eletricidade teriam um regime especial e separado, das entidades paraestatales. Seu orçamento seria exercido em forma autónoma, sujeito a um balanço financeiro e de "teto de serviços pessoais", bem como sua dívida, reger-se-ia conforme ao disposto pela Lei Geral de Dívida Pública.
As remunerações, seria através de um regime competitivo para as pessoas melhor capacitadas.
Em matéria de contratações, ditas empresas não estariam sujeitas às leis em matéria de aquisições, arrendamentos e serviços relacionados com as mesmas.
Ditas empresas, estarão obrigadas a informar publicamente sua situação, bem como o de suas empresas subsidiarias e filiais, conforme ao disposto pela Lei do Mercado de valores.
- Leis de entidades Reguladores e Lei Orgânica da Administração Pública Federal

Propôs-se a Lei dos Órgãos Reguladores Coordenados em Matéria Energética, bem como reformas à Lei Orgânica da Administração Pública Federal.
Dita lei, prevê a existência de dois órgãos reguladores: A Comissão Nacional de Hidrocarburantes e a Comissão Reguladora de Energia.
Ditas entidades seriam integrantes da administração pública centralizada (Secretaria de Energia), no entanto, teriam personalidade jurídica, autonomia técnica e de gestão. Bem como autossuficiência financeira para poder cobrar direitos e aproveitamentos. Composta a cada uma destas, por 7 comisionados designados pela Câmara de Senadores.
Os comisionados deverão sesionar publicamente, nenhum comisionado poderá reunir com as empresas e para fazê-lo, seria com a presença de outro comisionado, mediante conta, para tratar o assunto publicamente.
Sua principal função, seria regular, supervisionar e sancionar em matéria de concorrência, realizar estudos técnicos, bem como contribuir estes, para a formulação de políticas energéticas.
A Comissão Nacional de Hidrocarburantes teria entre sua principal função, regular e supervisionar a exploração e extracção de hidrocarburos, bem como promover, licitar e subscrever os contratos de exploração e extracção.
A Comissão Reguladora de Energia teria como objeto, regular e promover o transporte, armazenamento, distribuição, compressão, licuefacción e regasificación, bem como o expendio público de petróleo, gás natural, gás licuado, como também, o transporte por ducto de biocombustibles.  Do mesmo modo, terá faculdades para regular o transporte, armazenamento, distribuição e expendio ao público de bioenergéticos, bem como a geração de electricidade, os serviços públicos de transmissão e distribuição de energia eléctrica, a comercialização desta.
- Leis Fiscais

Propondo-se reformas às leis de Rendimentos sobre Hidrocarburantes, à Federal de Direitos e à de Coordenação Fiscal, com os quais se estima um regime fiscal competitivo e o fortalecimento de PEMEX e a Comissão Federal de Eletricidade.
- Leis do Fundo Mexicano do Petróleo para a Estabilização e o Desenvolvimento Propôs-se a Lei do Fundo Mexicano do Petróleo para a Estabilização e o Desenvolvimento.

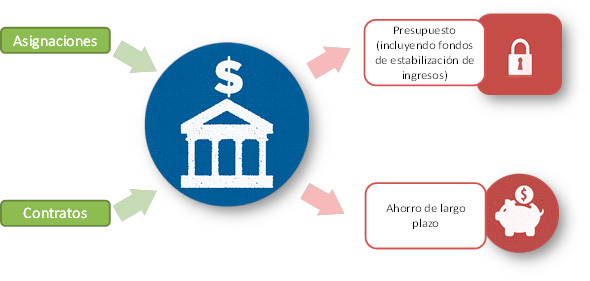
Fundo Mexicano do Petróleo conforme à reforma energética em México.

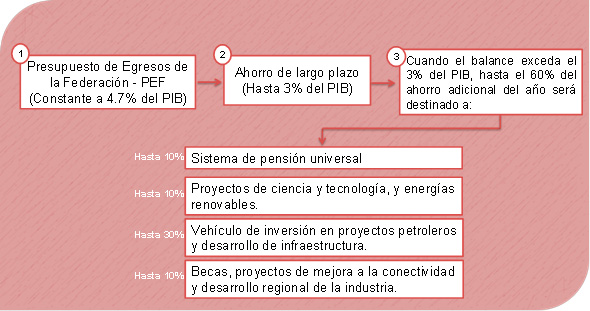
Fins do Fundo Mexicano do Petróleo

Os rendimentos que o Estado obtenha pela exploração e extracção do petróleo, deverão fortalecer as finanças nacionais, com visão de longo prazo.
Dito Fundo, seria administrado pelo Banco de México. Estima-se que os "excedentes" ou "rendimentos adicionais", destinar-se-iam a uma conta de poupança em longo prazo, pelo que não estaria destinado para cobrir o orçamento de egresos. Se estes rebasaran um custo determinado, deverão destinar ao Sistema de Pensão Universal, a projectos de ciências e energia renováveis, a projectos de investimento de infra-estrutura petrolera e a bolsas, para a educação universitária.
- Orçamento Propuseram-se reformas à Lei Federal de Orçamento e Responsabilidade Hacendaría e a Lei Geral de Dívida Pública

#### Senado da República
Recebida as iniciativas de leis secundárias, as Comissões de Energia e de Estudos Legislativo da Câmara de Senadores, estabeleceu o método de trabalho para a análise e discussão.
Para isso, se dividiram as iniciativas de lei, na elaboração de quatro ditames, as quais ficaram da seguinte forma:
| Ditame | Iniciativa | Data de discussão e aprovação |
| ------ | --- | ----------------------------- |
| 1      | Iniciativa Lei de Hidrocarburantes e reformas à Lei de Investimento Estrangeiro, Lei Mineira e Lei de Associações Público Privadas                                                                                                  | 6 e 7 de junho de 2014        |
| 2      | Lei da Indústria Eléctrica, Lei de Energia Geotérmica e reformas à Lei de Águas Nacionais | 9 de junho de 2014            |
| 3      | Lei de Petróleos Mexicanos, Lei da Comissão Federal de Eletricidade e reformas à Lei Federal de Entidades Paraestatales, Lei de Aquisições e Arrendamentos e Serviços do Sector Público e Serviços Relacionados com as Mesmas       | 11 e 12 de junho de 2014      |
| 4      | Lei dos Órgãos Reguladores Coordenados em Matéria Energética e reformas à Lei Orgânica da Administração Pública Federal; Lei da Agência Nacional de Segurança Industrial e de Protecção ao Meio ambiente do Sector Hidrocarburantes | 16 e 17 de junho de 2014      |

Os integrantes da Comissão de Energia, foram os senadores David Penchyna Grub no cargo de Presidente, bem como Salvador Vega Casillas, Rabindranath Salazar Solorio e Carlos Romero Deschamps, todos eles secretários; enquanto a Comissão de Estudos Legislativos, integraram-na pelos Senadores: Oscar Roman Rosas, Ernesto Gándara Camou, José Ascensión Orihuela Bárcenas, Héctor Yunes Landa, Francisco Domínguez Servien, Jorge Luis Lavalle Maury, Francisco García Cabeça de Vaca, Fernando Enrique Mayans Canabal, Adán Augusto López Hernández, Ninfa Salinas Sada, Manuel Bartlett Díaz, Raúl Graça Guzmán, Miguel Ángel Chico Herrera, Zoé Robledo Aburto, Enrique Burgos García e Sonia Mendoza Díaz.
A 5 de junho do 2014, dita Comissões voltaram a ditar acordo, estabelecendo que os quatro ditames discutir-se-iam entre os dias 10 ao 23 de junho do 2014 e que uma vez terminados estes, submeter-se-iam a votação dentro do termo de 48 horas.
A 15 de julho do 2014, diversos senadores de diferentes grupos parlamentares apresentaram suas reservas à cada um dos quatro ditames de legislação secundária.
Entre os Senadores que apresentaram suas reservas ao Ditame da Lei de Hidrocarburantes foram:
- Mario Delgado Carrillo (PRD).
- Fidel Demédicis Hidalgo (PRD).
- Isidro Pedraza Chávez (PRD).

À Lei de Investimento Estrangeiro
- Fernando Mayans Canabal (PRD)
- Dores Padierna Lua (PRD)
- Benjamin Robles Montoya (PRD)
- Salvador Vega Casillas (PAN)

À Lei Mineira
- Dores Padierna Lua (PRD).
- Isidro Pedraza Chávez (PRD).
- Benjamin Robles Montoya (PRD)
- Salvador Vega Casillas (PAN).

À Lei de Associações Público Privadas
- Dores Padierna Lua

À Lei da Indústria Eléctrica
- Salvador Vega Casillas (PAN).

À Lei de Energia Geotérmica
- Salvador Vega Casillas )PAN),

À Lei de Águas Nacionais
- Salvador Vega Casillas (PAN).

À Lei de Petróleos Mexicanos
- Benjamin Robles Montoya (PRD)
- Rabindranath Salazar
- Luis Sánchez Jiménez (PRD).

À Lei da Comissão Federal de Eletricidade
- Fidel Demedicis Hidalgo (PRD).
- Alejandro Encinas Rodríguez (PRD).
- Raúl Graça Guzmán (PAN).
- Jorge Luis Lavalle Maury (PAN).

À Lei Federal de Entidades Paraestatales
- Alejandro Encinas Rodríguez (PRD).
- Adán Augusto López Hernández (PRD).
- Dores Padierna Lua (PRD).
- Luis Sánchez Jiménez (PRD).

À Lei de Aquisições, Arrendamentos e Serviços ao Sector Público
- Alejandro Encinas Rodríguez (PRD)
- Adán Augusto López Hernández (PRD)
- Luis Sánchez Jiménez (PRD)

À Lei de Obras Públicas e Serviços Relacionados com as Mesmas.
- Alejandro Encinas Rodríguez (PRD)
- Adán Augusto López Hernández (PRD)
- Dores Padierna Lua (PRD)

À Lei dos Órgãos Reguladores Coordenadores em Matéria Energética
- Fidel Demedicis Hidalgo (PRD)
- Fco Domínguez Servien (PAN)
- Alejandro Encinas Rodríguez (PRD)
- Fernando Mayans Canabal (PRD)
- Dores Padierna Lua (PRD)
- Isidro Pedraza Chávez (PRD)
- Zoé Robledo Aburto (PRD)
- Benjamin Robles Montoya (PRD)
- Rabindranath Salazar Solorio (PRD)

À Lei Orgânica da Administração Pública Federal
- Fernando Mayans Canabal (PRD)
- Benjamin Robles Montoya (PRD)

À Lei da Agência Nacional de Segurança Industrial e de Protecção ao meio ambiente do Sector Hidrocarburantes
- Fidel Demedicis Hidalgo (PRD)
- Fco Domínguez Servien (PAN)
- Alejandro Encinas Rodríguez (PRD)
- Fernando Mayans Canabal (PRD)
- Dores Padierna Lua (PRD)
- Isidro Pedraza Chávez (PRD)
- Zoé Robledo Aburto (PRD)
- Benjamin Robles Montoya (PRD)
- Rabindranath Salazar Solorio (PRD)

A 17 de julho do 2014 discutiu-se o primeiro ditame.
VOTOS PARTICULARES DOS SENADORES :
Adán Augusto López Hernández - PRD
Adolfo Romero Lainas - PRD
María Alejandra Barrales Magdaleno - PRD
Alejandro de Jesús Encinas Rodríguez - PRD
Angélica Da Peña Gómez - PRD
Armando Rios Piter - PRD
Ángel Benjamín Robles Montoya - PRD
Dores Padierna Lua - PRD
Fernando Enrique Mayans Canabal - PRD
Fidel Demédicis Hidalgo - PRD
Íris Vianey Mendoza Mendoza - PRD
Isidro Pedraza Chávez - PRD
Lorena Cuéllar Cisneros - PRD
Luis Sánchez Jiménez - PRD
Luz María Beristain Navarrete - PRD
Víctor Manuel Camacho Solís - PRD
Mario Delgado Carrillo - PRD
Luis Miguel Gerónimo Barbosa Huerta - PRD
Rabindranath Salazar Solorio - PRD
Raúl Morón Orozco - PRD
Sofío Ramírez Hernández - PRD
Zoé Robledo Aburto - PRD
Manuel Bartlett Díaz - PT
RESERVAS DOS SENADORES :
Mónica Tzasna Arriola Gordillo - SGP
María Alejandra Barrales Magdaleno - PRD
Manuel Barlett Díaz - PT
Luz María Beristain Navarrete - PRD
Lorena Cuellar Cisneros - PRD
Angélica da Peña Gómez - PRD
Mario Delgado Carrillo - PRD
Fidel Demédicis Hidalgo - PRD
Alejandro de Jesús Encinas Rodríguez - PRD
Francisco García Cabeça de Vaca - PAN
Silvia Guadalupe Garza Galván - PAN
Jorge Luis Lavalle Maury - PAN
Adán Augusto López Hernández - PRD
Fernando Enrique Mayans Canabal - PRD
Íris Vianey Mendoza Mendoza - PRD (
David Monreal Ávila -PT
Raúl Morón Orozco - PRD
Dores Padierna Lua - PRD
Isidro Pedraza Chávez - PRD
Sofío Ramírez Hernández - PRD
Armando Rios Piter - PRD
Zoé Robledo Aburto - PRD
Ángel Benjamín Robles Montoya - PRD
Rabindranath Salazar Solorio -PRD
Luis Sánchez Jiménez - PRD
Layda Sansores San Román - PT

#### Câmara de Deputados
Os quatro ditames aprovados pelo Senado, foram recebidos na Câmara de Deputados o 27 e 28 de julho do ano 2014; levando-se a cabo a discussão no dia 28 de julho, tendo-se realizado algumas modificações à proposta original. 
Ditas modificações fizeram-se para precisar definições, bem como outorgar maiores faculdades à Comissão Nacional de Hidrocarburantes, como à Comissão Reguladora de Energia.

#### Posição dos partidos políticos no debate
Entre as posições que tiveram os legisladores dos partidos políticos nacionais, figuram os seguintes:

##### Partido da Revolução Democrática
Entre as teses apresentadas pelos senadores de dito partido, destacam as seguintes:
- Não garante a Segurança Energética para os próximos 30 anos, pois privilegia a entrega dos hidrocarburos à iniciativa privada estrangeira.
- Não assegura o fornecimento oportuno e suficiente dos energéticos, nem uma diminuição dos preços da eletricidade e as gasolinas. Elimina os subsídios elétricos.
- O modelo pretende manter uma petrolización das finanças públicas
- Existe uma revanche histórica na contramão de Petróleos Mexicanos e a Comissão Federal de Eletricidade. Facilita o usufructo dos recursos energéticos às companhias estrangeiras.
- Não lhe outorga autonomia presupuestal a Petróleos Mexicanos. Manda-se-lhe a competir atada de braços.
- PEMEX encontra-se em desvantagem para competir com os novos participantes; as atribuições podem-lhe ser arrebatadas, aunado a que a Comissão Nacional de Hidrocarburantes impor-lhe-á sócios, em caso que este procure alianças.
- As empresas privadas petroleras apropriassem-se da renda petrolera.
- Considera-se enfrentar a Petróleos Mexicanos em julgamentos que não serão resolvidos por tribunais mexicanos, sina por arbitragens internacionais. Países como Equador, Kazajastán e Venezuela, têm tido más experiências.
- Protege-se mais às companhias petroleras que às comunidades e ejidos. Trata-se de um despojo de terras, com consequências sociais incalculables, ruptura do tecido social e o aparecimento de forças armadas privadas das companhias internacionais, cacicazgos locais, injustiça e exacerbación do ressentimento social.
- O Fundo Mexicano do Petróleo é uma caixa de pagamentos das empresas trasnacionales e não um instrumento de poupança em longo prazo para o desenvolvimento económico do país.
- Não propõe mecanismos para fondear o passivo trabalhista de Petróleos Mexicanos que ascende a 1.1 biliões de pesos (2013).
- Margina-se a investigação e o desenvolvimento tecnológico.
- Não se menciona ao Instituto de Investigações Eléctricas, Instituto Nacional de Investigações Nucleares e ao Instituto Mexicano do Petróleo.
- Promove-se o denominado "fracking", fracturamiento hidráulico, proibido em vários países de Europa e em algumas entidades dos Estados Unidos de América.
- Aborda-se a transparência em forma morna e encontra-se ausente, o tema de rendição de contas e combate à corrupção.
- No telefonema "Ronda Zero", Petróleos Mexicanos já perdeu o 60% das áreas exploratorias; 69% dos recursos prospectivos, 85% do recurso prospectivo em lutitas; 71% do recurso prospectivo em águas profundas; 41% do recurso prospectivo em águas someras e o 17% do recurso prospectivo em áreas terrestres.[69]

##### Partido Movimento Cidadão
- Permite o uso do fracking, ainda pese às evidência mostradas por organismos e activistas internacionais sobre os graves riscos para a saúde, por utilizar para perto de 29 milhões de litros de água e para perto de 750 tipos de químicos tóxicos para debilitar e fragmentar a capa.
- Prevê a servidão legal de hidrocarburos, que constitui o despojo a ejidatarios, pequenos proprietários e comunidades indígenas.
- Acentua-se o desnacionalismo à economia mexicana, a desarticulación das empresas nacionais e a configuração de poderes fácticos.

#### Promulgação e Publicação
As leis secundárias vinculadas à reforma constitucional foram promulgadas pelo presidente Enrique Peña Nieto o 11 de agosto de 2014.

## Controvérsias
Desde que o presidente Enrique Peña Nieto apresentou a iniciativa desta reforma ao Congresso da União em agosto passado desataram-se diversos tipos de críticas e opiniões ao respeito. Muitos deles se centraram no tema da privatização, não obstante que se estabeleceu por parte do governo federal que a reforma não implica nenhuma forma de privatização sina se encontra baseada num modelo de utilidade compartilhada. Neste modelo de utilidade compartilhada as empresas privadas carregam com os custos e o risco. Se o projecto resulta exitoso, o inversor privado obteria parte do produto.
Desenvolveram-se diferentes protestos para evitar a aprovação por meio de cidadãos independentes e organizados dentro do nascente partido político Movimento Regeneração Nacional encabeçado por Andrés Manuel López Obrador. Igualmente, o Partido da Revolução Democrática, converteu-se num dos opositores da reforma votando na contramão dela em ambas câmaras e interpondo acções legais na contramão da reforma publicada. Junto ao PRD, opuseram-se e protestado abertamente os partidos do Trabalho e Movimento Cidadão, chegando inclusive a tomar a tribuna do senado para mostrar cartazes ao respeito.
Também se deram demonstrações públicas de inconformidad à reforma mediante manifestações e marchas na Cidade de México e nos estados de México, especialmente em frente aos congressos locais já que estes têm que votar a aceitação de dito mudança constitucional.
Uma das críticas maior fundamentadas e de maior impacto é a do jornalista mexicano Alfredo Jalife, especializado em relações internacionais, economia, geopolítica e globalização. Ele nos menciona o por que a Reforma Energética não é um caminho viável e inteligente de parte do governo mexicano; é verdadeiro que países como Brasil, China, Rússia, Noruega têm feito algo parecido ao que fá-se-á no país, isto por médio da bolsa de valors, processo onde activos similares se agrupam num fideicomisso emissor, quem a sua vez, emite títulos de dívida ante os inversores, tanto nacionais como estrangeiros, num mercado de valores organizado.
México também fá-lo-á desta maneira, mas a grande diferença entre os países mencionados anteriormente e o nosso é que estes países bolsatilizaram com uma banca nacional, tendo bem controladas as suas acções petrolíferas, e México não fá-lo-á desta maneira. O panorama que nos pinta o jornalista Alfredo Jalife é que de uma hora para outra qualquer movimento em carteira provocasse a queda destas acções em Wall Street, as quais serão controladas desde aí.